# Annibale Gonzaga

Stemma dei Gonzaga

Annibale Gonzaga (Bozzolo, 1602 – Vienna, 2 agosto 1668), fu principe del Sacro Romano Impero e comandante della città di Vienna.

## Biografia
Era figlio di Ferrante Gonzaga di Gazzuolo (linea dei Gonzaga di Sabbioneta e Bozzolo) e di Isabella Gonzaga di Novellara. Entrò al servizio imperiale, fu il comandante della città di Vienna e fu feldmaresciallo nel Consiglio aulico austriaco.

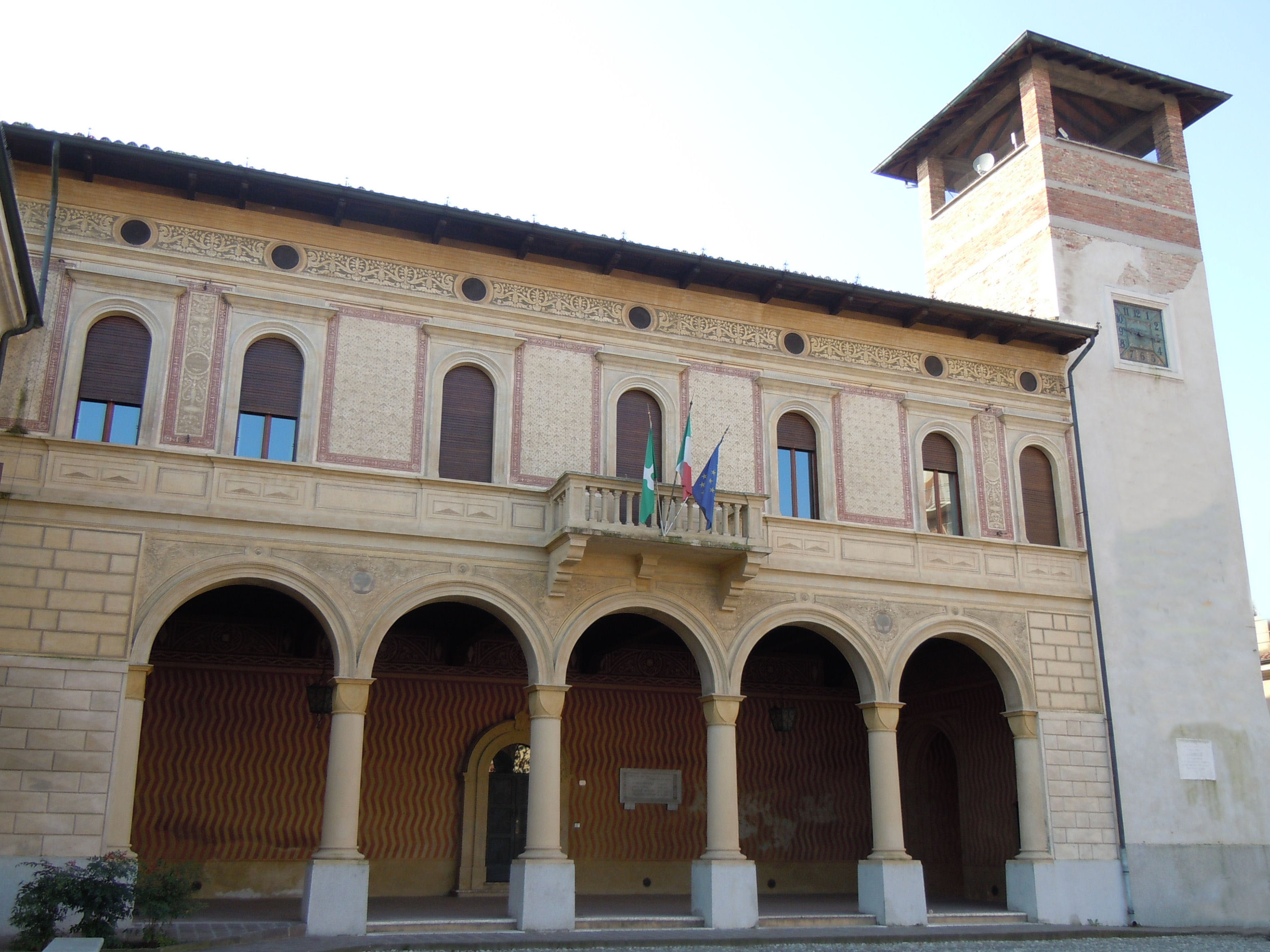
Bozzolo, palazzo municipale.

Si unì all'esercito imperiale e nel 1634 era divenuto colonnello di un reggimento. Fece una rapida carriera anche grazie alle sue origini e fu uno dei comandanti nella battaglia di Nördlingen. Nel 1640 divenne comandante della città di Vienna. Tre anni più tardi divenne colonnello della guardia della città.
Negoziò nel 1641 a Goslar con i rappresentanti del circolo imperiale della Bassa Sassonia circa la fine della guerra. Comandò nel 1642 l'ala destra dell'esercito imperiale nella battaglia di Breitenfeld. Un anno dopo fu al comando di un esercito imperiale in Ungheria.
Fu scudiero capo nel 1655 alla corte imperiale.  e comandò le truppe inviate dall'imperatore in Ungheria nel 1658. Nel 1660 fu generale di artiglieria, maresciallo di campo e consigliere segreto e fu inviato come ambasciatore a Berlino presso Federico Guglielmo di Brandeburgo. Partecipò al trattato di Oliva. Dal 1666 fu presidente del consiglio di guerra e consigliere dell'imperatrice vedova Eleonora Gonzaga-Nevers, con la quale era imparentato.
Quando morì fu sepolto nella chiesa dei Francescani di Vienna.

## Discendenza
Annibale sposò in prime nozze Maria Edvige di Sassonia-Lauenburg, figlia di Francesco II di Sassonia-Lauenburg, da cui ebbe sei figli:
- Carlo Francesco (n. e m. 1632);
- Maria Eleonora (12 maggio 1635-1639);
- Carlo Ferdinando (27 luglio 1636-marzo 1652);
- Maria Isabella (1638-26 aprile 1702), sposò in prime nozze 1656 il conte Claudio III di Collalto, figlio di Rambaldo XIII e in seconde nozze l'8 marzo 1666 Sigismondo II Heilfried (26 gennaio 1637-2 aprile 1698[10]), conte di Dietrichstein e cavaliere dell'Ordine del Toson d'oro;
- Annibale (morto in tenera età);
- Maria Teresa (1643-1654).

Dopo la morte di Maria Edvige, Annibale si risposò nel 1646 con la nobildonna ungherese Maria Barbara Csáky de Körösszegh et Adorján, contessa di Csáky (morta il 24 gennaio 1668). Dal matrimonio nacquero tre figli.
- Giovan Battista (23 dicembre 1648-1662);
- Luigi (1650-18 ottobre 1659);
- Maria Vittoria (1653-12 settembre 1667).

## Ascendenza
|                                                               |                                                                   |                                                                | Genitori                                     |  |  | Nonni |  |  | Bisnonni                                                    |  |  | Trisnonni                                           |  |
|                                                               |                                                                   |                                                                |                                              |  |  |       |  |  | Pirro Gonzaga, signore di Bozzolo e San Martino dall'Argine |  |  | Gianfrancesco Gonzaga, conte di Sabbioneta e Rodigo |  |
|                                                               |                                                                   |                                                                |                                              |  |  |       |  |  | Pirro Gonzaga, signore di Bozzolo e San Martino dall'Argine |  |  | Gianfrancesco Gonzaga, conte di Sabbioneta e Rodigo |  |
|                                                               |                                                                   | Antonia del Balzo                                              |                                              |  |  |       |  |  | Pirro Gonzaga, signore di Bozzolo e San Martino dall'Argine |  |  |                                                     |  |
| Carlo Gonzaga, signore di San Martino dall'Argine             |                                                                   |                                                                |                                              |  |  |       |  |  | Pirro Gonzaga, signore di Bozzolo e San Martino dall'Argine |  |  |                                                     |  |
|                                                               |                                                                   | Camilla Bentivoglio                                            | Annibale II Bentivoglio, signore di Bologna  |  |  |       |  |  |                                                             |  |  |                                                     |  |
|                                                               |                                                                   | Camilla Bentivoglio                                            | Annibale II Bentivoglio, signore di Bologna  |  |  |       |  |  |                                                             |  |  |                                                     |  |
|                                                               |                                                                   | Camilla Bentivoglio                                            | Lucrezia d'Este                              |  |  |       |  |  |                                                             |  |  |                                                     |  |
| Ferrante Gonzaga, marchese di Gazzuolo                        |                                                                   | Camilla Bentivoglio                                            |                                              |  |  |       |  |  |                                                             |  |  |                                                     |  |
|                                                               |                                                                   | Federico II Gonzaga, duca di Mantova e marchese del Monferrato | Francesco II Gonzaga, marchese di Mantova    |  |  |       |  |  |                                                             |  |  |                                                     |  |
|                                                               |                                                                   | Federico II Gonzaga, duca di Mantova e marchese del Monferrato | Francesco II Gonzaga, marchese di Mantova    |  |  |       |  |  |                                                             |  |  |                                                     |  |
|                                                               |                                                                   | Federico II Gonzaga, duca di Mantova e marchese del Monferrato | Isabella d'Este                              |  |  |       |  |  |                                                             |  |  |                                                     |  |
| Emilia Cauzzi Gonzaga                                         |                                                                   | Federico II Gonzaga, duca di Mantova e marchese del Monferrato |                                              |  |  |       |  |  |                                                             |  |  |                                                     |  |
|                                                               |                                                                   | Isabella Boschetti                                             | Giacomo Boschetti, conte di San Cesario      |  |  |       |  |  |                                                             |  |  |                                                     |  |
|                                                               |                                                                   | Isabella Boschetti                                             | Giacomo Boschetti, conte di San Cesario      |  |  |       |  |  |                                                             |  |  |                                                     |  |
|                                                               |                                                                   | Isabella Boschetti                                             | Polissena Castiglioni                        |  |  |       |  |  |                                                             |  |  |                                                     |  |
| Annibale Gonzaga, principe di Bozzolo                         |                                                                   | Isabella Boschetti                                             |                                              |  |  |       |  |  |                                                             |  |  |                                                     |  |
|                                                               | Alessandro I Gonzaga, II conte di Novellara, Bagnolo e Cortenuova | Giampietro Gonzaga, I conte di Novellara, Bagnolo e Cortenuova |                                              |  |  |       |  |  |                                                             |  |  |                                                     |  |
|                                                               | Alessandro I Gonzaga, II conte di Novellara, Bagnolo e Cortenuova | Giampietro Gonzaga, I conte di Novellara, Bagnolo e Cortenuova |                                              |  |  |       |  |  |                                                             |  |  |                                                     |  |
|                                                               | Alessandro I Gonzaga, II conte di Novellara, Bagnolo e Cortenuova | Caterina Torelli                                               |                                              |  |  |       |  |  |                                                             |  |  |                                                     |  |
| Alfonso I Gonzaga, V conte di Novellara, Bagnolo e Cortenuova | Alessandro I Gonzaga, II conte di Novellara, Bagnolo e Cortenuova |                                                                |                                              |  |  |       |  |  |                                                             |  |  |                                                     |  |
|                                                               |                                                                   | Costanza da Correggio                                          | Giberto VII da Correggio, conte di Correggio |  |  |       |  |  |                                                             |  |  |                                                     |  |
|                                                               |                                                                   | Costanza da Correggio                                          | Giberto VII da Correggio, conte di Correggio |  |  |       |  |  |                                                             |  |  |                                                     |  |
|                                                               |                                                                   | Costanza da Correggio                                          | Violante Pico della Mirandola                |  |  |       |  |  |                                                             |  |  |                                                     |  |
| Isabella Gonzaga di Novellara                                 |                                                                   | Costanza da Correggio                                          |                                              |  |  |       |  |  |                                                             |  |  |                                                     |  |
|                                                               |                                                                   | Giovanni Tommaso di Capua, I marchese della Torre Francolise   | Annibale di Capua, signore di Montagnano     |  |  |       |  |  |                                                             |  |  |                                                     |  |
|                                                               |                                                                   | Giovanni Tommaso di Capua, I marchese della Torre Francolise   | Annibale di Capua, signore di Montagnano     |  |  |       |  |  |                                                             |  |  |                                                     |  |
|                                                               |                                                                   | Giovanni Tommaso di Capua, I marchese della Torre Francolise   | Lucrezia Acrimonte, signora di Rocca Romana  |  |  |       |  |  |                                                             |  |  |                                                     |  |
| Vittoria di Capua                                             |                                                                   | Giovanni Tommaso di Capua, I marchese della Torre Francolise   |                                              |  |  |       |  |  |                                                             |  |  |                                                     |  |
|                                                               |                                                                   | Faustina Colonna                                               | Camillo Colonna, I duca di Zagarolo          |  |  |       |  |  |                                                             |  |  |                                                     |  |
|                                                               |                                                                   | Faustina Colonna                                               | Camillo Colonna, I duca di Zagarolo          |  |  |       |  |  |                                                             |  |  |                                                     |  |
|                                                               |                                                                   | Faustina Colonna                                               | Vittoria Colonna                             |  |  |       |  |  |                                                             |  |  |                                                     |  |
|                                                               |                                                                   | Faustina Colonna                                               |                                              |  |  |       |  |  |                                                             |  |  |                                                     |  |